# Robert Neukomm

Robert Neukomm (1989)

Robert «Bobby» Neukomm (* 1948) ist ein Schweizer Forstingenieur und Politiker (SP), der Gemeinderat und Stadtrat von Zürich war.

## Leben
Robert Neukomm wurde an der ETH Zürich zum Forstingenieur ausgebildet und sass ab 1986 im Gemeinderat. 1990 wurde er in den Stadtrat gewählt. Bis 1998 war er Vorsteher des Polizeidepartements. In diesen Teil seiner Amtszeit fiel die Auflösung der Drogenszenen am Platzspitz und am Bahnhof Letten.
Zusammen mit dem Stadtrat schlug Neukomm zur Entschärfung der Lage ein Massnahmenpaket vor, das Räumlichkeiten für den Drogenkonsum unter ärztlicher Kontrolle vorsah und Süchtigen eine kostenlose Gesundheitsversorgung und Wohnraum bieten sollte. Der Stadtrat wehrte sich 1992 auch vergeblich gegen die vom Regierungsstatthalter Bruno Graf verfügte Räumung des Platzspitzes, die in den Augen Neukomms mangels Auffangeinrichtungen verfrüht war. Tatsächlich verlagerte sich die Szene, wie befürchtet, einfach an den stillstehenden Bahnhof Letten. Zur Lösung des Problems forderte Neukomm wiederholt eine ärztlich kontrollierte Heroinabgabe, wie sie danach in der Schweiz umgesetzt wurde. Der Letten konnte 1995 schliesslich dank verbesserter Hilfsangebote erfolgreich geräumt werden. Mit seiner Drogenpolitik gelang es Neukomm, die Anziehungskraft Zürichs zu reduzieren, das damals ein Treffpunkt für Drogenkonsumenten und -dealer aus ganz Europa war. Aufgrund dessen wurde er zum europaweit gefragten Berater im Umgang mit Drogenszenen.
Weiter musste Neukomm nach dem Fichenskandal das Vertrauen der Bevölkerung in die Polizei wieder herstellen. Unter seiner Führung konnte Zürich Ende 1993 als erste Stelle die Offenlegung der Fichen abschliessen. Unter Neukomm richtete die Stadtpolizei Zürich zudem als erster Schweizer Polizeidienst ein eigenes Kommissariat für organisierte Kriminalität ein. Sein Verdienst ist auch ein höherer Frauenanteil im Korps der Stadtpolizei Zürich. In die Kritik geriet er 1996, als beim polizeilichen Vorgehen gegen die Nachdemo unbeteiligte Teilnehmer der bewilligten 1. Mai-Feier, darunter viele Kinder, Opfer eines Tränengaseinsatzes wurden. Für weitere Kritik sorgte 1997 die Überforderung der Polizei bei einer Demonstration von Rechtsextremisten im Niederdorf und der Umstand, dass Neukomm im Nachhinein Jean-Pascal Delamuraz und Christoph Blocher eine Mitschuld an solchen Aufmärschen gab.
Von 1998 bis 2010 war Neukomm Vorsteher des Gesundheits- und Umweltdepartements. Danach zog er sich von der öffentlichen Politik zurück, übernahm privat Beistandschaften und wurde Präsident der Stiftung Zürcher Kinder- und Jugendheime. In der Freizeit widmet er sich dem Chorgesang.